# Phanoperla guttata
Phanoperla guttata är en bäcksländeart som beskrevs av Peter Zwick 1982. Phanoperla guttata ingår i släktet Phanoperla och familjen jättebäcksländor. Inga underarter finns listade i Catalogue of Life.